# Kirchschlag bei Linz
Kirchschlag bei Linz är en ort och  kommun i Österrike. Den ligger i distriktet Urfahr-Umgebung i förbundslandet Oberösterreich,  160 kilometer väster om huvudstaden Wien. 
Kommunen består av elva orter (Ortschaften) (inom parentes invånarantal 1 januari 2024):

- Davidschlag (326)
- Eben (345)
- Geitenedt (91)
- Hochbuchedt (142)
- Kirchschlag bei Linz (777)
- Kronabittedt (22)
- Obergeng (2)
- Riedl (235)
- Rohrach (99)
- Strich (79)
- Wildberg (103)